# Types de tabac
Cet article contient une liste de cultivars et de variétés de tabac, ainsi que des préparations uniques de la feuille de tabac impliquant des méthodes particulières de traitement de la plante. (Par exemple tabac cavendish . )

## Types

### Aromatique séché au feu
Avant la guerre civile américaine, la plupart des tabacs cultivés aux États-Unis étaient des feuilles noires séchées au feu. Ce type de tabac était planté dans des basses terres fertiles, utilisait une variété de feuilles robustes et était soit séché au feu, soit séché à l'air. Le tabac à fumer aromatique séché au feu est une feuille noire, une variété robuste de tabac utilisée comme condiment pour les mélanges de pipes. Il est séché en le fumant au dessus des feux doux. Aux États-Unis, il est cultivé dans le centre nord du Tennessee, dans l'ouest du Kentucky et en Virginie. Le tabac séché au feu cultivé dans le Kentucky et le Tennessee est utilisé dans certains tabacs à mâcher, le tabac à priser humide[pas clair], certaines cigarettes et comme feuille de condiment dans les mélanges de tabac à pipe. Il a un goût riche et légèrement floral, et ajoute du corps et de l'arôme au mélange.
Voir aussi Lattaquié .

### Tabac Brightleaf (tabac de Virginie)

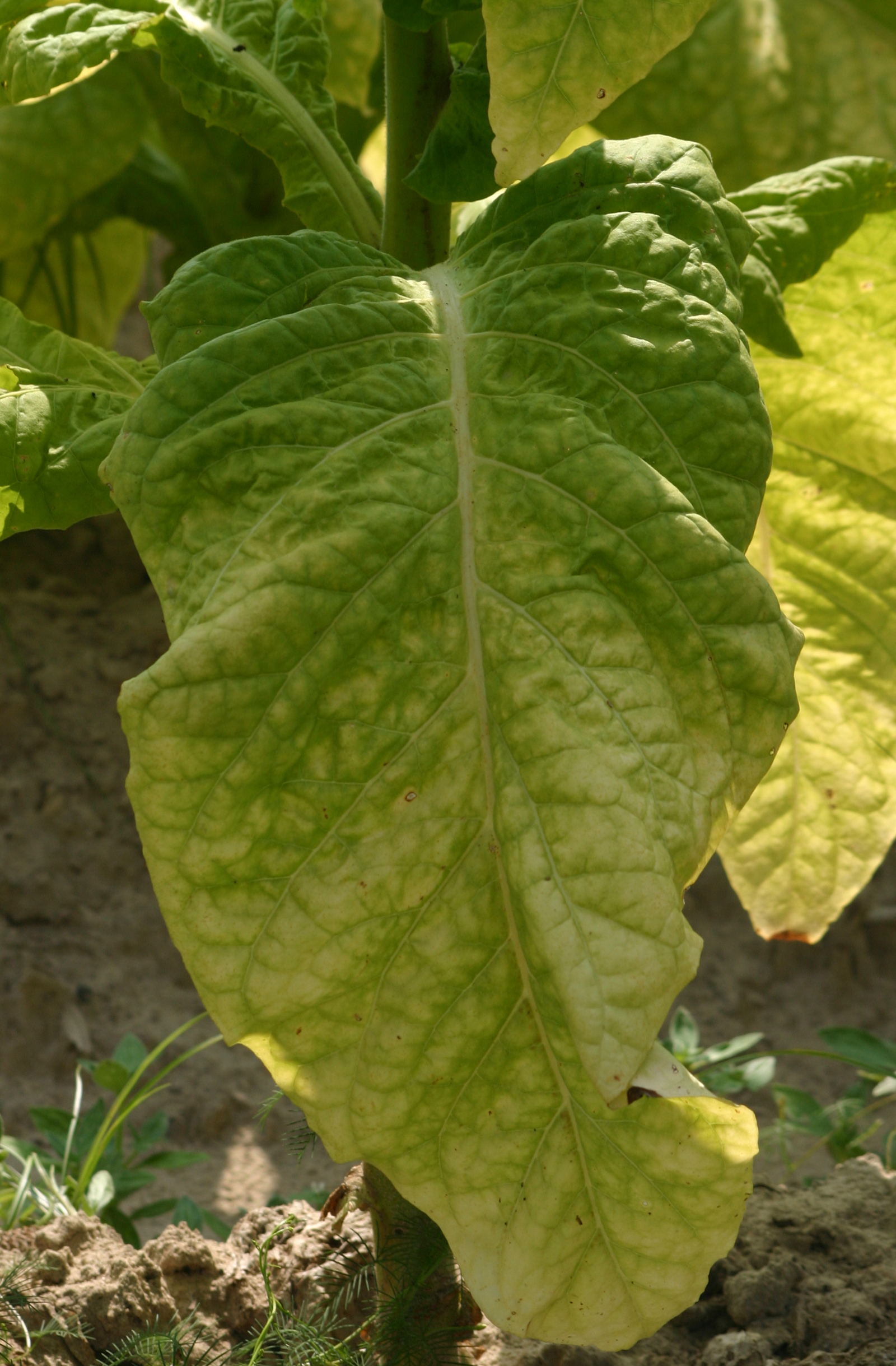
Feuille de tabac Brightleaf prête pour la récolte. Lorsqu'il devient jaune-vert, la teneur en sucre est à son apogée et il durcira en une couleur dorée profonde avec un goût doux. Les feuilles sont récoltées progressivement en remontant la tige à partir de la base, à mesure qu'elles mûrissent.

Quelque temps après la guerre de 1812, la demande pour un tabac plus doux, plus léger et plus aromatique se fait sentir. L'Ohio, la Pennsylvanie et le Maryland ont tous innové avec des variétés plus douces de tabac. Les agriculteurs de tout le pays ont expérimenté différents procédés de séchage. Mais la percée ne se produisit que vers 1839.
Les producteurs avaient remarqué que les sols sablonneux des hautes terres produisaient des plantes plus minces et plus faibles. Le capitaine Abisha Slade, du comté de Caswell, en Caroline du Nord, avait un sol sableux infertile considérable et y a planté les nouvelles variétés «à feuilles d'or». Slade possédait un esclave, Stephen, qui vers 1839 produisit accidentellement le premier vrai tabac pâle (jaune). Il a utilisé du charbon de bois pour rallumer un feu utilisé pour sécher la récolte. La poussée de chaleur a jauni les feuilles. À l'aide de cette découverte, Slade a développé un système de production de tabac pâle, cultivé sur des sols plus pauvres et utilisant du charbon de bois pour le séchage à la chaleur.[réf. nécessaire] .
Slade a fait de nombreuses apparitions publiques pour partager le processus de la feuille pâle avec d'autres agriculteurs. Son succès l'a aidé à construire une maison en briques à Yanceyville, en Caroline du Nord, et à un moment donné, il avait de nombreux esclaves.
La nouvelle s'est répandue assez rapidement dans la région. Le sol sablonneux infertile du piémont appalachien est soudain devenu rentable et les gens ont rapidement développé des techniques de séchage à la chaleur, un moyen plus efficace de séchage sans fumée. Les agriculteurs ont découvert que le tabac à feuilles jaunes avait besoin d'un sol mince et affamé, et ceux qui ne pouvaient pas cultiver d'autres cultures ont découvert qu'ils pouvaient cultiver du tabac. Les fermes autrefois improductives atteignaient 20 à 35 fois leur valeur précédente. En 1855, six comtés du Piémont jouxtant la Virginie régnaient sur le marché du tabac.
Au début de la guerre civile, la ville de Danville, en Virginie, avait développé un marché aux feuilles jaunes pour les environs du comté de Caswell, en Caroline du Nord, et du comté de Pittsylvania, en Virginie.
Danville était également la principale tête de chemin de fer pour les soldats confédérés se rendant au front. Ceux-ci ont apporté du tabac jaune avec eux de Danville aux lignes, l'ont échangé entre eux et avec les soldats de l'Union, et ont développé un certain goût pour cela. À la fin de la guerre, les soldats sont rentrés chez eux et un marché national s'est développé pour la récolte locale. Les comtés de Caswell et Pittsylvania étaient les deux seuls comtés du Sud dont la richesse totale a augmenté après la guerre.

### À feuilles larges
Le tabac à feuilles larges ou Broadleaf, est une famille de variétés de tabac noir populaire pour produire des feuilles de cape énormes, résistantes et épaisses.

### Burley
L'origine du tabac White Burley a été attribuée à M. George Webb en 1864, qui l'a cultivé près de Higginsport, Ohio, à partir de graines du comté de Bracken, Kentucky. Il a remarqué qu'elle produisait un type différent de feuilles claires ombrées du blanc au jaune et qu'elles durcissaient différemment. En 1866, il récolta 20 000 livres de tabac Burley et le vendit en 1867 à la foire de St. Louis pour 58 $ les cent livres. En 1883, le principal marché pour ce tabac était Cincinnati, mais il était cultivé dans tout le centre du Kentucky et le centre du Tennessee . En 1880, le Kentucky produisait 36% de la production nationale totale de tabac et était le premier du pays, avec près de deux fois plus de tabac produit que la Virginie, que l'État de deuxième place.
Le tabac Burley est un tabac léger séché à l'air utilisé principalement pour la production de cigarettes. Aux États-Unis, il est produit dans une ceinture de huit États, dont environ 70 % sont produits dans le Kentucky. Le Tennessee en produit environ 20 %, avec de plus petites quantités produites dans l'Indiana, la Caroline du Nord, le Missouri, l'Ohio, la Virginie et la Virginie-Occidentale. Le tabac Burley est produit dans de nombreux autres pays, avec une production importante au Brésil, au Malawi et en Argentine. Aux États-Unis, les plants de tabac burley sont démarrés à partir de graines granulées placées dans des plateaux en polystyrène flottant sur un lit d'eau fertilisée en mars ou avril.

### Cavendish
Le Cavendish est un processus de séchage et une méthode de coupe du tabac et n'est pas un type de tabac. Le traitement et la coupe sont utilisés pour faire ressortir le goût sucré naturel du tabac. Cavendish peut être produit à partir de n'importe quel type de tabac, mais il s'agit généralement d'un ou d'un mélange de; Kentucky, Virginie et Burley et est le plus couramment utilisé pour le tabac à pipe et les cigares.
Le processus commence par presser les feuilles de tabac en un gâteau d'environ un pouce d'épaisseur. La chaleur du feu ou de la vapeur est appliquée et le tabac est autorisé à fermenter. On dit que cela se traduit par un tabac sucré et doux. Enfin, le gâteau est coupé en tranches. Ces tranches doivent être séparées, par exemple en frottant dans un mouvement circulaire entre les paumes avant que le tabac puisse être uniformément emballé dans une pipe. L'arôme  est souvent ajouté avant que les feuilles ne soient pressées.
L'English Cavendish utilise une fumée noire ou un tabac de Virginie séchée au feu, qui est cuite à la vapeur puis stockée sous pression pour lui permettre de sécher et de fermenter pendant plusieurs jours ou semaines.

### Corojo
Corojo est un type de tabac utilisé principalement dans la fabrication de cigares, cultivé à l'origine dans la région de Vuelta Abajo à Cuba.
Corojo a été initialement développé et cultivé par Diego Rodriguez dans sa ferme (ou vega), Santa Ines del Corojo, et tire son nom de la ferme. Il a été largement utilisé comme emballage pendant de nombreuses années sur les cigares cubains, mais sa sensibilité à diverses maladies, la moisissure bleue en particulier, a amené les ingénieurs génétiques cubains à développer diverses formes hybrides qui non seulement seraient résistantes aux maladies, mais afficheraient également une excellente qualité d'emballage.

### Criollo
Le Criollo est principalement utilisé dans la fabrication des cigares. C'était, selon la plupart des témoignages, l'un des premiers tabacs cubains apparus à l'époque de Christophe Colomb. Le terme signifie graine indigène, et donc une variété de tabac utilisant le terme, comme le Criollo dominicain, peut ou non avoir quelque chose à voir avec la graine cubaine d'origine ni avec l'hybride récent, Criollo '98.

### Dokha
Le dokha est un tabac cultivé à l'origine aux Émirats arabes unis, en Iran et dans d'autres États du golfe. Le dokha traditionnel est un tabac 100% sans additif. Dokha signifie étourdi en arabe, ce qui fait référence à la teneur extrêmement élevée en nicotine du dokha. Le dokha n'est pas séché comme beaucoup d'autres produits du tabac commerciaux et est peu transformé. Les feuilles vertes sont séchées et déchiquetées en petits flocons qui sont fumés à travers une pipe appelée medwakh.

### Sumatra équatorienne
M. Jose Aray Marin, le fondateur de l'usine Don Cervantes, a développé la race Sumatra équatorienne de renommée mondiale en 1967. Elle est maintenant considérée comme la feuille de cape de cigare de première qualité au monde et est demandée par les fabricants de cigares du monde entier.

### Habano
La cape de cigare Habano est une feuille issue d'une graine cubaine, d'où le mot "Habano" ou "Havano", en référence à la capitale cubaine. La cape de tabac Habano est de couleur plus foncée, a une saveur beaucoup plus épicée, un arôme plus riche et est cultivée dans la vallée de Jalapa au Nicaragua et à Estelí depuis les années 1990.

### Habano 2000
Habano 2000 est un croisement entre El Corojo, la feuille de cape standard de la Vuelta Abajo, la région cubaine qui, selon beaucoup, produit le meilleur tabac à cigare au monde, et un tabac appelé Bell 61-10, un tabac à cigarette doux plus résistant à la moisissure bleue que le tabac à cigare commun. Les Cubains ont d'abord croisé le tabac El Corojo et Bell 61-10 pour créer quelque chose qu'ils ont appelé Habana 2.1.1. Ensuite, ils ont pris le nouveau mélange et l'ont croisé à nouveau avec El Corojo, arrivant à Habano 2000.

### Latakia
Un autre tabac séché au feu est le Latakia et est produit à partir de variétés orientales de N. tabacum . Les feuilles sont séchées et fumées sur des feux couvants de feuillus locaux et d'arbustes aromatiques à Chypre et en Syrie. Latakia a une saveur prononcée et un arôme de fumée très distinctif et est utilisé dans les mélanges de tabac à pipe de style balkanique et anglais.

### Maduro
Maduro est un procédé pour faire ressortir la douceur d'une feuille de tabac. Maduro est un mot espagnol qui signifie "mûr". Les capes Maduro proviennent de la fermentation du tabac en tas à des températures plus élevées et avec plus d'humidité que les autres types de tabac.

### Tabac Oriental
Le tabac oriental est une variété à petites feuilles très aromatique séchée au soleil ( Nicotiana tabacum ) qui est cultivée en Turquie, en Grèce, en Bulgarie, au Liban et en Macédoine du Nord. Le tabac oriental est souvent appelé "tabac turc", car ces régions faisaient toutes historiquement partie de l'Empire ottoman. Bon nombre des premières marques de cigarettes étaient fabriquées principalement ou entièrement à partir de tabac oriental (comme Murad, Fatima ...); aujourd'hui, son utilisation principale est dans les mélanges de tabac à pipe et en particulier de tabac à cigarette (une cigarette américaine typique est un mélange de tabac de Virginie pâle, de burley et d'oriental).

### Périque
Périque vient de la paroisse Saint James, Louisiane ( Paroisse de Saint-Jacques ). Lorsque les Acadiens s'installent dans cette région en 1755, les tribus Choctaw et Chickasaw cultivent une variété de tabac au goût distinctif. On attribue à un agriculteur du nom de Pierre Chenet la première transformation de ce tabac local en Périque en 1824 grâce à la technique de la fermentation sous pression.
Considéré comme la truffe des tabacs à pipe, le Perique est utilisé comme composant de nombreux mélanges de tabacs à pipe, mais il est trop fort pour être fumé pur. À une certaine époque, le Perique fraîchement humide était également mâché, mais aucun n'est maintenant vendu à cette fin. C'est traditionnellement un tabac à pipe et il est toujours très populaire auprès des fumeurs de pipe, généralement mélangé avec du Virginien pure pour donner du piquant, de la force et de la fraîcheur au mélange.

### Tabac Shade

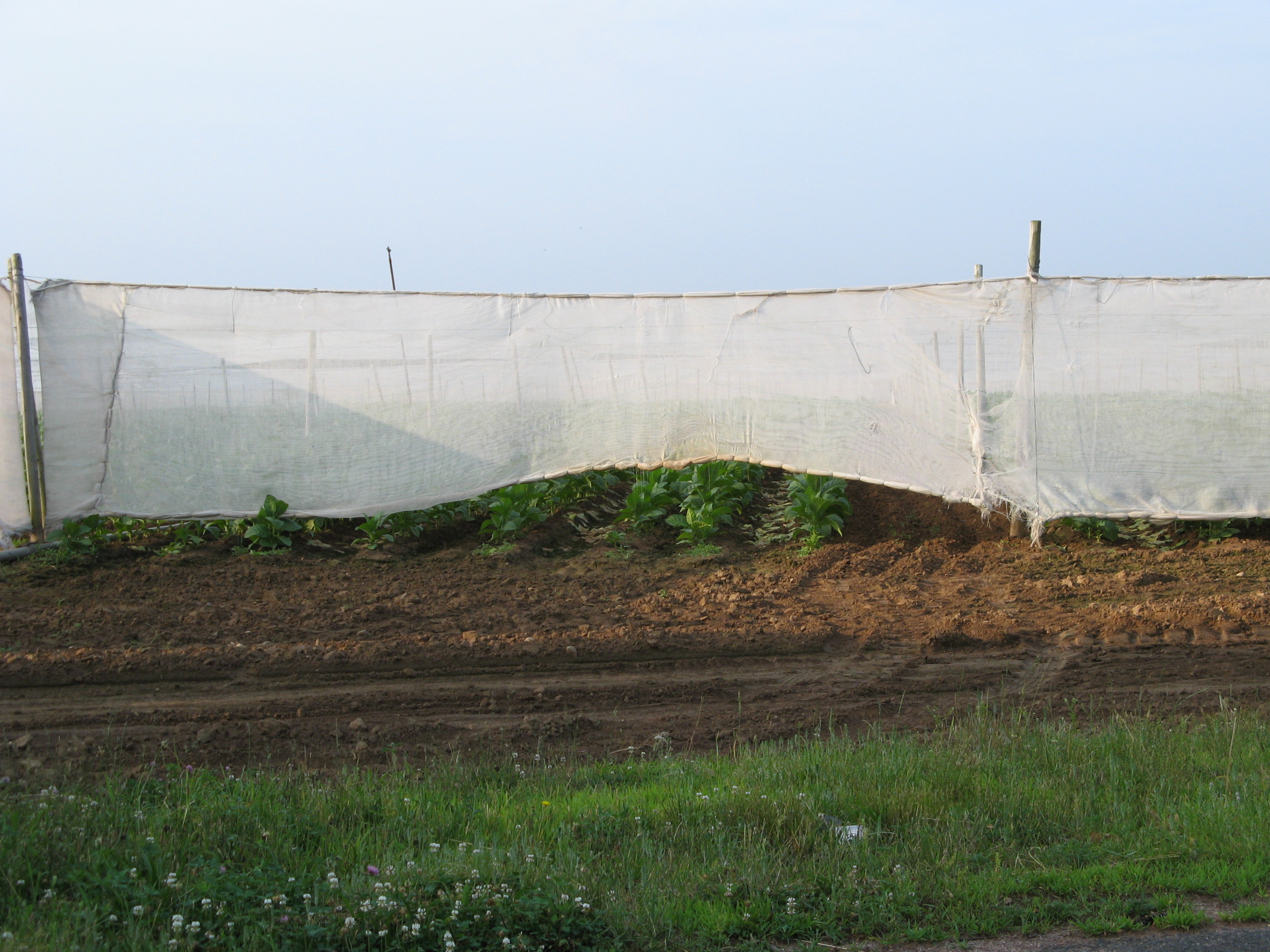
Champ de tabac Shade dans East Windsor, Connecticut

On ne sait pas très bien que les États du nord-est des États-Unis, le Connecticut et le Massachusetts, sont également deux des régions productrices de tabac les plus importantes du pays. Bien avant l'arrivée des Européens dans la région, les Amérindiens cultivaient le tabac le long des rives de la rivière Connecticut. Aujourd'hui, la vallée de la rivière Connecticut au nord de Hartford, dans le Connecticut, est connue sous le nom de "Tobacco Valley", et les champs et les hangars de séchage sont visibles pour les voyageurs sur la route vers et depuis l'aéroport international de Bradley, le principal aéroport du Connecticut.
Le tabac d'ombre ou Shade du Connecticut est cultivé sous des tentes pour protéger les feuilles des plantes de la lumière directe du soleil. Cela imite les conditions des plants de tabac poussant à l'ombre des arbres dans les zones tropicales. Le résultat est des feuilles de couleur plus claire et d'une structure plus délicate. Ils sont utilisés comme emballages extérieurs pour certains des meilleurs cigares du monde. On ne sait pas exactement qui a introduit cette méthode de culture du tabac, mais il est probable que la société new-yorkaise Schroeder & Bon ou son fondateur Frederick A. Schroeder aient joué un rôle déterminant dans le développement de cette innovation agricole.
Les premiers colons du Connecticut ont acquis des Amérindiens l'habitude de fumer du tabac dans des pipes et ont commencé à cultiver la plante à des fins commerciales, même si les puritains l'appelaient la «mauvaise herbe». L'usine a été interdite dans le Connecticut en 1650, mais au XIXe siècle, alors que le tabagisme commençait à être populaire, la culture du tabac est devenue une industrie majeure, employant des agriculteurs, des ouvriers, des jeunes locaux, des Afro-Américains du Sud et des travailleurs migrants.
Les conditions de travail variaient du travail éreintant pour les jeunes enfants locaux, âgés de 13 ans et plus, à l'exploitation éreintante des migrants. Chaque plant de tabac ne produit que 18 feuilles utiles comme emballages de cigares, et chaque feuille nécessite beaucoup d'attention manuelle individuelle lors de la récolte. La température dans les hangars de cure dépasse parfois 38 degrés Celsius, et aucun travail n'est effectué à l'intérieur des hangars pendant que le tabac est séché sur le feu.
La production de tabac du Connecticut a culminé en 1921 à 31 000 acres (130 km carrés) en culture. L'augmentation de la consommation de cigarettes et le déclin de la consommation de cigares ont entraîné une baisse correspondante de la demande de tabac d'ombre, atteignant un minimum en 1992 de 2 000 acres (8.1 km carrés) en culture. Depuis lors, cependant, fumer le cigare est redevenu plus populaire et, en 1997, la culture du tabac avait atteint 4 000 acres (16 km carrés). Cependant, seulement 1 050 acres (4.2 km carrés) de tabac d'ombre ont été récoltés dans la vallée du Connecticut en 2006. Les semences du Connecticut sont cultivées en Équateur, où la main-d'œuvre est très bon marché. L'industrie a résisté à certaines catastrophes majeures, dont une tempête de grêle dévastatrice en 1929 et une épidémie de champignons des taches brunes en 2000, mais elle risque maintenant de disparaître complètement, compte tenu de la valeur des terrains pour les spéculateurs immobiliers. L'usine à feuilles larges plus ancienne et beaucoup moins exigeante en main-d'œuvre, qui produit une excellente cape Maduro ainsi qu'un liant et une charge pour les cigares, se développe dans la région de la vallée du Connecticut.

### Thuoc lao
Thuoc lao est un type de tabac dérivé du Nicotiana rustica, riche en nicotine, cultivé exclusivement au Vietnam et souvent fumé par les riziculteurs vietnamiens.
Il est le plus souvent fumé après un repas, l'estomac plein pour faciliter la digestion, ou avec du thé vert ou de la bière locale (le plus souvent le « bia hơi » bon marché). Un "hit" de thuoc lao est suivi d'un flot de nicotine dans le sang provoquant de forts vertiges qui durent plusieurs secondes. Même les gros fumeurs ont eu des problèmes avec le volume intense de fumée et les effets secondaires incluent des nausées et des vomissements.[réf. nécessaire]

### Type 22
Le tabac de type 22 est une classification des produits du tabac des États-Unis telle que définie par le Département de l'agriculture des États-Unis, entrée en vigueur le 7 novembre 1986. La définition stipule que le tabac de type 22 est un type de tabac noir séché au feu, connu sous le nom de tabac séché au feu du district oriental, produit principalement dans une section à l'est de la rivière Tennessee, dans le sud du Kentucky et le nord du Tennessee. La plupart du tabac de type 22 dans le nord du Tennessee est cultivé dans les comtés de Robertson et de Montgomery au centre du Tennessee. Son utilisation principale est dans la fabrication de tabac à chiquer.

### Burley blanc

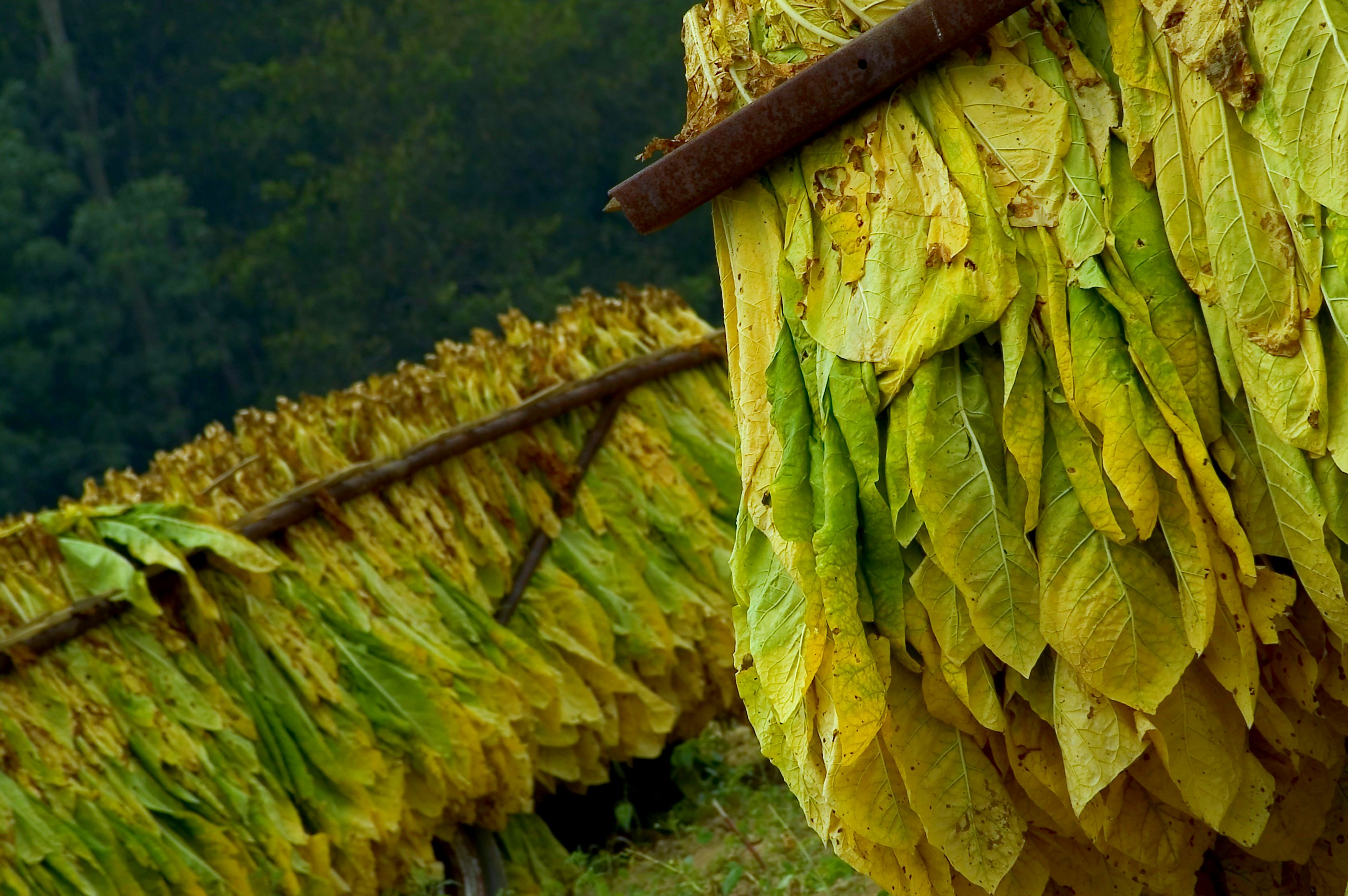
Burley blanc récolté à Cincinnati, Ohio.

Le Burley blanc ou White Burley, similaire au tabac Burley, est le composant principal du tabac à chiquer, du tabac à pipe américain et des cigarettes de style américain.
En 1865, George Webb du comté de Brown, dans l'Ohio, a planté des graines de Red Burley (Burley rouge) qu'il avait achetées et a constaté que quelques-uns des semis avaient un aspect blanchâtre et maladif. Il les a quand même transplantés dans les champs, où ils sont devenus des plantes matures mais ont conservé leur couleur claire. Les feuilles séchées avaient une texture extrêmement fine et étaient exposées comme une curiosité au marché de Cincinnati. L'année suivante, il a planté dix acres (40 000 m²) à partir de graines de ces plantes, ce qui a rapporté une prime aux enchères. La feuille séchée à l'air s'est avérée douce au goût et plus absorbante que toute autre variété. White Burley, comme on l'appela plus tard, devint le composant principal du tabac à chiquer, du tabac à pipe américain et des cigarettes de style américain. La partie White (blanc) du nom est rarement utilisée aujourd'hui, car le burley rouge, une variété séchée à l'air sombre du milieu du XIXe siècle, n'existe plus.

### Tabac sauvage
Le tabac sauvage est originaire du sud-ouest des États-Unis, du Mexique et de certaines parties de l'Amérique du Sud. Son nom botanique est Nicotiana rustica . En Australie, Nicotiana benthamiana et Nicotiana gossei sont deux des nombreux tabacs indigènes encore utilisés dans certaines régions. Nicotiana rustica est la souche de tabac la plus puissante connue. Il est couramment utilisé pour la poussière de tabac, le tabac à priser, ou les pesticides.

### Y1
Y1 est une souche de tabac qui a été croisée par Brown & Williamson pour obtenir une teneur en nicotine inhabituellement élevée. Il est devenu controversé dans les années 1990 lorsque la Food and Drug Administration (FDA) des États-Unis l'a utilisé comme preuve que les compagnies de tabac manipulaient intentionnellement la teneur en nicotine des cigarettes.
Y1 a été développé par le chercheur sur les plantes de tabac James Chaplin travaillant sous la direction du Dr Jeffrey Wigand , pour Brown & Williamson (alors filiale de British American Tobacco ) à la fin des années 1970. Chaplin, directeur du laboratoire de recherche de l'USDA à Oxford, en Caroline du Nord, avait décrit la nécessité d'une plante de tabac à forte teneur en nicotine dans la publication commerciale World Tobacco en 1977, et avait élevé un certain nombre de souches à forte teneur en nicotine. basé sur un hybride de Nicotiana tabacum et Nicotiana rustica, mais ils étaient faibles et souffleraient dans un vent fort. Seuls deux ont atteint la maturité; Y2, qui "est devenu noir dans la grange de séchage et sentait les vieilles chaussettes", et Y1, qui a été un succès.
B&W a apporté les plantes à la société californienne DNA Plant Technology pour des modifications supplémentaires, notamment en rendant les plantes mâles stériles, une procédure qui empêche les concurrents de reproduire la souche à partir de graines.  
Y1 a une teneur en nicotine plus élevée que le tabac séché à la chaleur conventionnel (6,5 % contre 3,2 — 3,5 %), mais une quantité comparable de goudron, et n'affecte ni le goût ni l'arôme. British American Tobacco (BAT) a commencé à discuter de l'expérimentation du tabac Y1 en 1991, bien qu'il ne soit pas approuvé pour une utilisation aux États-Unis. B&W a promis en 1994 de cesser d'utiliser Y1, mais à cette époque, ils avaient 7 millions de livres d'inventaire et ont continué à mélanger Y1 dans leurs produits jusqu'en 1999.